# Carne de iepure (film din 2015)
Carne de iepure este un film românesc din 2015 regizat de Gabriel Achim. Rolurile principale au fost interpretate de actorii Sebastian Angborn, Cristian Balint, Silvana Mihai.

## Prezentare
Un halterofil cu vârsta de 45 de ani își caută o parteneră, în acest scop lasă un anunț matrimonial.

## Distribuție
Distribuția filmului este alcătuită din:
- Sebastian Angborn — William
- Silvana Mihai — Fata
- Bogdan Vodă — Edy
- Cristian Balint — Leo